# Självhushållning på Djupadal
 Självhushållning på Djupadal , är Marie och Gustav Mandelmanns debutbok. Boken är utgiven 2013.

## Innehåll
I boken ”Självhushållning på Djupadal” beskriver Marie och Gustav Mandelmann livet som ekologiska självhusållare på en gård i Rörums socken i Österlen i Skåne. Hela familjen Mandelmann deltog i framtagningen av boken. Man får läsa om författarnas bakgrund, den trevande önskan att bli självhushållande och, efter 15 års arbete på gården Djupadal, hela odlingsårets olika moment. Redskap och hjälpmedel beskrivs, hur man sköter sitt hus och bereder marken och hur man sköter djuren. 

## Utmärkelser
Boken självhushållning på Djupadal blev Augustnominerad 2013 i kategorin Årets svenska fackbok. Motiveringen lyder: ”Följ en Stockholmsfamilj från Bondegatan på Söder som flyttar till landet och blir bönder på riktigt. Ett praktverk i ordets ursprungliga betydelse: vackert, välskrivet och genomtänkt. Ursprung är också bokens credo, retro är bara förnamnet. Inspirerande och instruerande i text och bild där vi bjuds in i en vanlig familjs ovanliga liv.”